# Ernestina Augusta di Sassonia-Weimar
Ernestina Augusta Sofia Sassonia-Weimar (Weimar, 4 gennaio 1740 – Hildburghausen, 10 giugno 1786) fu principessa di Sassonia-Weimar e duchessa di Sassonia-Hildburghausen.

## Biografia
Era l'unica figlia che Ernesto Augusto I di Sassonia-Weimar, elettore della Sassonia-Weimar-Eisenach dal 1728 al 1748, ebbe dalla seconda moglie Sofia Carlotta di Brandeburgo-Bayreuth. Dal precedente matrimonio erano nate cinque figlie ma riuscirono a raggiungere l'età adulta solo due di loro: Ernestina Albertina e Bernardina Cristiana.
Ernestina Augusta rimase orfana all'età di otto anni e venne educata alla corte di suo zio, il Margravio Federico (il fratello di sua madre). Alla cosiddetta Corte delle Muse di Bayreuth, la principessa fu esposta a molteplici influenze in campo musicale. La Margravia Guglielmina, sorella maggiore di Federico il Grande, era compositrice e librettista, nonché direttrice dell'Opera di Corte; Dal canto suo, il Margravio, allievo di Johann Joachim Quantz, suonava il flauto, la viola e la Musette de Cour. Quando la coppia di artisti italiani Girolamo e Rosa Bon furono assunti alla corte nel 1755, la principessa di Weimar entrò in contatto con la loro figlia, la compositrice e cantante sua coetanea, Anna Bon di Venezia. Quest'ultima le dedicò le sue "Sei Sonate per clavicembalo" parte II, del 1757.
Come per le sorellastre, anche per Ernestina Augusta venne concluso un accordo matrimoniale con un principe tedesco, volto a creare alleanze tra i vari principati che componevano il Sacro Romano Impero. Si trattava di Ernesto Federico III di Sassonia-Hildburghausen, divenuto elettore di Sassonia-Hildburghausen nel 1745.
Ernesto Federico era già stato sposato altre due volte: la prima volta con Luisa di Danimarca, morta nel 1756, e la seconda con Cristiana Sofia Carlotta di Brandeburgo-Bayreuth, morta nel 1757. Dai precedenti matrimoni erano nate due bambine che morirono nella prima infanzia.
Il matrimonio venne celebrato a Bayreuth il 1º luglio 1758.
Queste nozze furono volute dalla regina danese Sofia Maddalena, che era stata suocera di Ernesto Federico. Quest'ultimo era oltretutto pesantemente indebitato e la consistente dote di Ernestina si rivelò particolarmente utile.
Carl Barth ci ha lasciato una descrizione dei divertimenti della duchessa: "Se si esclude un leggero strabismo su uno degli occhi, è una bella donna, ben fatta, che si diletta appassionatamente con la musica (corno francese, flauto, piano e violino). Fa la lotta, cavalca, caccia a cavallo e cammina come un uomo, indossando di solito una tenuta da amazzone e calzando stretti calzoni in pelle di daino, cavalcando all'amazzone. Guida personalmente gli esercizi di cavalleria del principe ereditario."
Christian Friedrich von Stocmeier (morto nel 1807) fu nominato amministratore. La sua amministrazione migliorò le disastrate finanze ducali, senza tuttavia riuscire ad impedirne il fallimento. Nel 1769 il paese venne posto sotto sequestro imperiale ed una commissione venne nominata per migliorarne la situazione finanziaria.
Dopo la morte del marito, nel 1780, Ernestina si ritirò completamente dalla scena pubblica. Visse nella cosiddetta casa Fischbergsche, situata nel mercato di Hildburghausen, dedicandosi soprattutto alla musica. Il principe Giuseppe Federico di Sassonia-Hildburghausen esercitò la tutela sull'unico figlio di Ernestina, Federico, all'epoca ancora minorenne.

## Discendenza
Ernestina Augusta ebbe dal marito tre figli:
- Ernestina Federica Sofia (Hildburghausen, 22 febbraio 1760-Coburgo, 28 ottobre 1776); venne data in sposa a sedici anni a Francesco Federico di Sassonia-Coburgo-Saalfeld e morì pochi mesi dopo il matrimonio.;
- Cristiana Sofia Carolina (Hildburghausen, 4 dicembre 1761-Öhringen, 10 gennaio 1790); sposò a diciassette anni Eugenio di Sassonia-Hildburghausen;
- Federico (Hildburghausen, 29 aprile 1763-Altenburg, 29 settembre 1834), che divenne elettore di Sassonia-Hildburghausen nel 1780, titolo che conservò fino al 1826, e di Sassonia-Altenburg, dal 1826 al 1834. Sposò Carlotta di Meclemburgo-Strelitz ed ebbe discendenza.

## Ascendenza
|                                                |                                          |                                                                 | Genitori                                                     |  |  | Nonni |  |  | Bisnonni                               |  |  | Trisnonni                    |  |
|                                                |                                          |                                                                 |                                                              |  |  |       |  |  | Giovanni Ernesto II di Sassonia-Weimar |  |  | Guglielmo di Sassonia-Weimar |  |
|                                                |                                          |                                                                 |                                                              |  |  |       |  |  | Giovanni Ernesto II di Sassonia-Weimar |  |  | Guglielmo di Sassonia-Weimar |  |
|                                                |                                          | Eleonora Dorotea di Anhalt-Dessau                               |                                                              |  |  |       |  |  | Giovanni Ernesto II di Sassonia-Weimar |  |  |                              |  |
| Giovanni Ernesto III di Sassonia-Weimar        |                                          |                                                                 |                                                              |  |  |       |  |  | Giovanni Ernesto II di Sassonia-Weimar |  |  |                              |  |
|                                                |                                          | Cristina Elisabetta di Schleswig-Holstein-Sonderburg-Franzhagen | …                                                            |  |  |       |  |  |                                        |  |  |                              |  |
|                                                |                                          | Cristina Elisabetta di Schleswig-Holstein-Sonderburg-Franzhagen | …                                                            |  |  |       |  |  |                                        |  |  |                              |  |
|                                                |                                          | Cristina Elisabetta di Schleswig-Holstein-Sonderburg-Franzhagen | …                                                            |  |  |       |  |  |                                        |  |  |                              |  |
| Ernesto Augusto I di Sassonia-Weimar           |                                          | Cristina Elisabetta di Schleswig-Holstein-Sonderburg-Franzhagen |                                                              |  |  |       |  |  |                                        |  |  |                              |  |
|                                                |                                          | Giovanni VI di Anhalt-Zerbst                                    | Rodolfo di Anhalt-Zerbst                                     |  |  |       |  |  |                                        |  |  |                              |  |
|                                                |                                          | Giovanni VI di Anhalt-Zerbst                                    | Rodolfo di Anhalt-Zerbst                                     |  |  |       |  |  |                                        |  |  |                              |  |
|                                                |                                          | Giovanni VI di Anhalt-Zerbst                                    | Maddalena di Oldenburg                                       |  |  |       |  |  |                                        |  |  |                              |  |
| Sofia Augusta di Anhalt-Zerbst                 |                                          | Giovanni VI di Anhalt-Zerbst                                    |                                                              |  |  |       |  |  |                                        |  |  |                              |  |
|                                                |                                          | Sofia Augusta di Holstein-Gottorp                               | Federico III di Holstein-Gottorp                             |  |  |       |  |  |                                        |  |  |                              |  |
|                                                |                                          | Sofia Augusta di Holstein-Gottorp                               | Federico III di Holstein-Gottorp                             |  |  |       |  |  |                                        |  |  |                              |  |
|                                                |                                          | Sofia Augusta di Holstein-Gottorp                               | Maria Elisabetta di Sassonia                                 |  |  |       |  |  |                                        |  |  |                              |  |
| Ernestina Augusta di Sassonia-Weimar           |                                          | Sofia Augusta di Holstein-Gottorp                               |                                                              |  |  |       |  |  |                                        |  |  |                              |  |
|                                                | Cristiano Enrico di Brandeburgo-Kulmbach | Giorgio Alberto di Brandeburgo-Kulmbach                         |                                                              |  |  |       |  |  |                                        |  |  |                              |  |
|                                                | Cristiano Enrico di Brandeburgo-Kulmbach | Giorgio Alberto di Brandeburgo-Kulmbach                         |                                                              |  |  |       |  |  |                                        |  |  |                              |  |
|                                                | Cristiano Enrico di Brandeburgo-Kulmbach | Maria Elisabetta di Holstein-Glücksburg                         |                                                              |  |  |       |  |  |                                        |  |  |                              |  |
| Giorgio Federico Carlo di Brandeburgo-Bayreuth | Cristiano Enrico di Brandeburgo-Kulmbach |                                                                 |                                                              |  |  |       |  |  |                                        |  |  |                              |  |
|                                                |                                          | Sofia Cristiana di Wolfstein                                    | Alberto Federico di Wolfstein zu Sulzbürg                    |  |  |       |  |  |                                        |  |  |                              |  |
|                                                |                                          | Sofia Cristiana di Wolfstein                                    | Alberto Federico di Wolfstein zu Sulzbürg                    |  |  |       |  |  |                                        |  |  |                              |  |
|                                                |                                          | Sofia Cristiana di Wolfstein                                    | Sofia Luisa di Castell-Remlingen                             |  |  |       |  |  |                                        |  |  |                              |  |
| Sofia Carlotta di Brandeburgo-Bayreuth         |                                          | Sofia Cristiana di Wolfstein                                    |                                                              |  |  |       |  |  |                                        |  |  |                              |  |
|                                                |                                          | Federico Luigi di Schleswig-Holstein-Sonderburg-Beck            | Augusto Filippo di Schleswig-Holstein-Sonderburg-Beck        |  |  |       |  |  |                                        |  |  |                              |  |
|                                                |                                          | Federico Luigi di Schleswig-Holstein-Sonderburg-Beck            | Augusto Filippo di Schleswig-Holstein-Sonderburg-Beck        |  |  |       |  |  |                                        |  |  |                              |  |
|                                                |                                          | Federico Luigi di Schleswig-Holstein-Sonderburg-Beck            | Maria Sibilla di Nassau-Saarbrücken                          |  |  |       |  |  |                                        |  |  |                              |  |
| Dorotea di Schleswig-Holstein-Sonderburg-Beck  |                                          | Federico Luigi di Schleswig-Holstein-Sonderburg-Beck            |                                                              |  |  |       |  |  |                                        |  |  |                              |  |
|                                                |                                          | Luisa Carlotta di Schleswig-Holstein-Sonderburg-Augustenburg    | Ernest Gunther di Schleswig-Holstein-Sonderburg-Augustenburg |  |  |       |  |  |                                        |  |  |                              |  |
|                                                |                                          | Luisa Carlotta di Schleswig-Holstein-Sonderburg-Augustenburg    | Ernest Gunther di Schleswig-Holstein-Sonderburg-Augustenburg |  |  |       |  |  |                                        |  |  |                              |  |
|                                                |                                          | Luisa Carlotta di Schleswig-Holstein-Sonderburg-Augustenburg    | Augusta di Schleswig-Holstein-Sonderburg-Glücksburg          |  |  |       |  |  |                                        |  |  |                              |  |
|                                                |                                          | Luisa Carlotta di Schleswig-Holstein-Sonderburg-Augustenburg    |                                                              |  |  |       |  |  |                                        |  |  |                              |  |